# Горноалтайская епархия
Горноалта́йская епа́рхия — епархия Русской православной церкви, объединяющая приходы в пределах Республики Алтай.
Кафедральный город — Горно-Алтайск.

## История
Распространению православия в Горном Алтае способствовала миссионерская деятельность Макария (Невского), служившего в Алтайской духовной миссии.
В 1924 году было учреждено Горноалтайское викариатство (названное, возможно, по Горно-Алтайскому уезду, который существовал в 1920—1922 годы) Алтайской митрополии, которой руководил тогда митрополит Макарий (Невский). Хиротонисанный 29 августа 1924 года в Москве во епископа Василий (Дохтуров) на Алтай прибыл только в середине января 1925 года, по решению общины местом жительства ему определяется церковная сторожка.
Однако вскоре 24 июля 1925 года он подал прошение Патриаршему Местоблюстителю митрополиту Петру (Полянскому) о другом назначении. После этого кафедра не замещалась.
В 2011 году благочиннический округ Республика Алтай Барнаульской епархии был разделён на два благочиния: Горно-Алтайское и Онгудайское.
2 октября 2013 года решением Священного Синода Русской Православной Церкви (журнал № 112) из состава Барнаульской епархии выделена Горноалтайская епархия, образованная в административных границах Республики Алтай.

## Епископы
Горноалтайское викариатство
- 29 августа 1924 — 24 июля 1925 — Василий (Докторов)

Горноалтайская епархия
- 10 ноября 2013 — 25 июля 2024 — Каллистрат (Романенко)
- с 8 сентября 2024 ― Макарий (Ющенко)

## Благочиния
Епархия разделена на 3 церковных округа (по состоянию на октябрь 2022 года):
- Западное благочиние
- Северное благочиние
- Южное благочиние

## Скиты
- Иоанно-Богословский скит: подворье Барнаульского Знаменского женского монастыря (женский; село Чемал, Чемальский район).
- Скит Свято-Троицкой Сергиевой лавры (мужской; Усть-Коксинский район).